# Ben Elton
Benjamin Charles Elton (Londen, 3 mei 1959) is een Brits schrijver en komiek.

## Levensloop
Ben Elton werd geboren in een vooraanstaande Joods-Duitse academische familie, die in 1938 naar Engeland vluchtte om te ontkomen aan het antisemitisme van Hitler. Zowel zijn vader als zijn oom waren professoren aan de universiteiten van Surrey en Cambridge, terwijl zijn opa een beroemd Praags historicus was, die zijn leerstoel als professor verloor na de Duitse inval in Tsjechië.
Elton studeerde drama aan de universiteit van Manchester, waar ook Rik Mayall en Adrian Edmondson studeerden. Na zijn afstuderen in 1980 startte hij zijn carrière als stand-upkomiek en ontwikkelde zich gedurende de jaren 80 tot een van de leidende figuren in de Britse humor en het Brits entertainment. 
Zijn eerste grote doorbraak kwam als coauteur van de als baanbrekend beschouwde BBC-sitcom The Young Ones. Comedyseries als Happy Families, Filthy Rich & Catflap volgden, waarna Elton in 1985 aan Richard Curtis werd gekoppeld voor het schrijven van de tweede serie (en alle verdere series) van de comedy-hitserie Blackadder met in de hoofdrol Rowan Atkinson. In 1995 volgde de eveneens succesvolle serie The Thin Blue Line.
In 1989 publiceerde Elton zijn eerste roman, Stark, die een paar jaar later (1993) als comedy-serie (met Elton zelf in een van de hoofdrollen) op de BBC verscheen. De roman werd gevolgd door Gridlock (1991) (vertaald als: File!!!) en This Other Eden (1993). In deze drie eerste romans behandelt Elton telkens, op een soms wat prekerige wijze, aan het milieu gerelateerde maatschappelijke onderwerpen door thriller-elementen te combineren met humor. Ook in zijn eerste toneelstuk, Gasping uit 1990, behandelt hij die thematiek. Met zijn tweede toneelstuk, Silly Cow, lijkt hij op zoek naar andere maatschappelijke onderwerpen.
Met zijn volgende project, het min of meer terzelfder tijd als toneelstuk als in romanvorm gepresenteerde, Popcorn (1996/1997), bereikte Elton zijn voorlopige hoogtepunt als roman- en toneelschrijver. Het boek won in 1996 de Gold Dagger Award voor fictie van The Crime Writers' Association, de meest prestigieuze boekenprijs voor thrillers en misdaadromans en was daarmee de definitieve doorbraak van Elton als boekenschrijver. De toneelversie van Popcorn werd in 1997 bekroond met zowel de TMA Barclay's Theater Award for Best New Play als de Laurence Olivier Award for Best New Comedy. Blast from the past (1998) (Boem!), opnieuw een combinatie van boek en toneelstuk, en Inconceivable (1999) (Vruchteloos), later door Elton zelf verfilmd als Maybe Baby (2000), volgden.
In 2000 ging de musical The Beautiful Game (geschreven met componist Andrew Lloyd Webber) in première. De musical bleek ondanks de grote productie en de grote namen geen succes. In samenwerking met Queen schreef Elton in 2002 echter alsnog zijn eerste hitmusical: We will rock you.
Nieuwere romans van Elton zijn: Dead Famous (2001) (Hartstikke beroemd), High Society (2002), Past Mortem (2004), The First Casualty (2005), Chart Throb (2006), Blind Faith (2007), Meltdown (2009) en Two Brothers (2013).
Hij kreeg een ster op het filmfestival van Oostende 2010
- Bibsys: 97021441
- Biblioteca Nacional de España: XX1047538
- Bibliothèque nationale de France: cb140669346 (data)
- CiNii: DA08407908
- Gemeinsame Normdatei: 12305060X
- International Standard Name Identifier: 0000 0001 1478 9557
- Library of Congress Control Number: n93077965
- MusicBrainz: e86b30f2-cf10-432b-8612-4205e0074a75
- Bibliotheek van het Japanse parlement: 00656229
- Nationale Bibliotheek van Tsjechië: xx0000390
- Nationale bibliotheek van Australië: 35681748
- Nationale Bibliotheek van Israël: 987007281005105171
- Nationale en Universitaire bibliotheek Zagreb: 000155194
- Nederlandse Thesaurus van Auteursnamen: 074054325
- SNAC: w63f680t
- Système universitaire de documentation: 035489405
- Trove: 1040181
- Virtual International Authority File: 24743920
- WorldCat: E39PBJtRKBwRfT9JTyTC6QjXBP